# ボルンの規則
量子力学においてボルンの規則（ボルンのきそく）とは、量子系について物理量（オブザーバブル）の測定をしたとき、ある値が得られる確率を与える法則のこと。発見者である物理学者マックス・ボルンにちなんで命名された。
ボルンの規則は、量子力学における物理量の測定値についての最も基本的な原理である。現在までに量子力学の他の基本原理からボルンの規則を導出しようとする試みが多く行われているが、成功には至っていない。

## 離散固有値の場合

### 縮退が無い場合
規格化された状態ベクトル(または波動関数){\displaystyle |\psi \rangle }で表される系において、エルミート演算子{\displaystyle {\hat {A}}}で表される物理量（オブザーバブル)を測定した場合を考える。ただし{\displaystyle {\hat {A}}}の固有値は離散的{\displaystyle \lambda _{i}}である、つまり{\displaystyle {\hat {A}}}は離散スペクトル を持つとする。また規格化された固有ベクトルを{\displaystyle |\lambda _{i}\rangle }とする。
{\displaystyle {\hat {A}}|\lambda _{i}\rangle =\lambda _{i}|\lambda _{i}\rangle }
このときボルンの規則は以下のように書ける。
- 測定値は{\displaystyle {\hat {A}}}の固有値{\displaystyle \lambda \ }のいずれかに限られる。
- {\displaystyle {\hat {P_{i}}}\equiv |\lambda _{i}\rangle \langle \lambda _{i}|}とすると、測定値{\displaystyle \lambda _{i}}が得られる確率は{\displaystyle \langle \psi |{\hat {P_{i}}}|\psi \rangle =\langle \psi |\lambda _{i}\rangle \langle \lambda _{i}|\psi \rangle =|\langle \lambda _{i}|\psi \rangle |^{2}=|\psi (\lambda _{i})|^{2}}である。

ここで{\displaystyle {\hat {P_{i}}}}は「{\displaystyle {\hat {A}}}の固有値{\displaystyle \lambda _{i}}に属する固有空間への射影演算子」と呼ばれる。
複素数{\displaystyle \psi (\lambda _{i})\equiv \langle \lambda _{i}|\psi \rangle }は「測定値{\displaystyle \lambda _{i}}が得られる確率振幅」または「物理量{\displaystyle {\hat {A}}}表示の波動関数」と呼ばれる。

### 縮退がある場合
固有値{\displaystyle \lambda _{i}}に{\displaystyle m}個の固有ベクトル{\displaystyle \{|\lambda _{i},1\rangle ,|\lambda _{i},2\rangle ,\dots ,|\lambda _{i},m\rangle \}}が対応しているとき「固有値{\displaystyle \lambda _{i}}に{\displaystyle m}重の縮退がある」という。このとき固有値{\displaystyle \lambda _{i}}の射影演算子を
{\displaystyle {\hat {P_{i}}}\equiv |\lambda _{i},1\rangle \langle \lambda _{i},1|+|\lambda _{i},2\rangle \langle \lambda _{i},2|+\dots +|\lambda _{i},m\rangle \langle \lambda _{i},m|}
とすると、縮退がない場合と同じボルンの規則を使って、測定値{\displaystyle \lambda _{i}}が得られる確率を計算することができる。縮退が無い場合はある固有値に属する固有空間は1次元となるが、縮退がある場合は多次元となる。

## 連続固有値の場合
{\displaystyle {\hat {A}}}の固有値の全体が連続ならば、スペクトル定理よりある射影値測度{\displaystyle Q}、スペクトル測度{\displaystyle A}が存在する。この場合、
- 可測集合{\displaystyle M}での測定値の確率は{\displaystyle \scriptstyle \langle \psi |Q(M)|\psi \rangle }で与えられる。

もし位置空間の構造を持たない1粒子波動関数{\displaystyle \scriptstyle \psi }が与えられた場合、時刻{\displaystyle t_{0}}で位置を測定したときの確率密度関数{\displaystyle p(x,y,z)}は{\displaystyle p(x,y,z)=|\psi (x,y,z,t_{0})|^{2}}で与えられる。

## 歴史
ボルンの規則は1926年のボルンの論文で示された。この論文で、ボルンは散乱問題についてのシュレーディンガー方程式を解き、光電効果についてのアインシュタインの業績からヒントを得て、ボルンの規則が解の解釈として唯一の可能性のあるものであると脚注で結論している。この業績により、ボルンは1954年にヴァルター・ボーテと共にノーベル物理学賞を受賞した。ジョン・フォン・ノイマンは1932年に著書の中でスペクトル理論を応用してボルンの規則を議論した。2011年にArmando V.D.B. Assisは論文で、ボルンの規則はゲーム理論的枠組みの中で導出できることを主張した。